# Publio Cornelio Coso (tribuno consular 415 a. C.)
Publio Cornelio Coso  fue un político y militar romano del siglo V a. C. perteneciente a la gens Cornelia.

## Familia
Coso fue miembro de los Cornelios Cosos, una de las primeras ramas familiares patricias de la gens Cornelia. Fue padre de los tribunos consulares Cneo Cornelio Coso y Publio Cornelio Coso.

## Tribunado consular
Obtuvo el tribunado consular en el año 415 a. C., durante el cual se produjo un desbordamiento del Tíber en territorio de los veyentes y el Senado rechazó emprender guerra alguna por escrúpulos religiosos. El tribuno de la plebe Lucio Decio propuso enviar colonos a Labicum, pero fue vetado por sus colegas.